# Леонов, Валерий Павлович
Валерий Павлович Леонов (20 октября 1942, Уральск, Казахская ССР, СССР) — советский и российский библиографовед, библиотековед, библиотечный деятель, специалист в области информатики, доктор педагогических наук (1987), профессор (1988).

## Биография
В 1957 году поступил в ЛГИК, который окончил в 1962 году. С момента окончания вуза зачислен в штат преподавателей. В 1973 году защитил кандидатскую диссертацию «Исследование информативности реферативного издания (на материалах реферативного. сборника „Экономика промышленности“)», в 1987 году — докторскую диссертацию «Алгоритмизация процессов реферирования и аннотирования научно-технической литературы: проблемы теории и методики».
В 1988 году был назначен и. о. директора БАН, восстановил библиотеку после опустошительного пожара, произошедшего в феврале 1988 года. Четырежды переизбирался на должность директора.

## Научная  деятельность
Основные исследования посвящены механизмам свёртывания информации в ИПС, а также методам автоматического реферирования научно-технической литературы и использовании современных технологий в управлении библиотекой. Автор свыше 280 научных работ, многие из которых опубликованы за рубежом.
Выдвинул новую парадигму библиотековедения путём вписывания его в структуру академии наук[уточнить].
Монографии
- «Реферирование и аннотирование научно-технической литературы» (Новосибирск: Наука, 1986. 176 с.);
- «Библиотечно-библиографические процессы в системе научных коммуникаций» (СПб.: БАН, 1995. 139 с.);
- «Библиотечный синдром: Записки директора БАН» (СПб.: Облик, 1996. 629 с.);
  - «The Library syndrome» (Munchen: Saur, 1999. 295 p.)
- «Судьба библиотеки в России: роман-исследование» (СПб.: БАН, 2000. 415 с.; 2-е изд. 2001);
  - «Libraries in Russia: History of the Library of the Academy of Sciences from Peter the Great to Present» (Munchen: Saur, 2005. 245 p.)
- «Пространство библиотеки: Библиотечная симфония» (М.: Наука, 2003. 123 с.);
- «Библиография как профессия» (М.: Наука, 2005. 128 с.);
- «”Besame mucho”: Путешествие в мир книги, библиографии и библиофильства» (М.: Наука, 2008. 268 с.)

## Членство в обществах
- Член Международной академии экологии.
- Член Международной ассоциации академий и научных библиотек.
- Член Президиума Санкт-Петербургского НЦ РАН.